# Тайният свят на Финик
„Тайният свят на Финик“ (на руски: Финник) е руска компютърна анимация от 2022 г. на режисьора Денис Чернов, а сценарият е на Татяна Белова, Денис Чернов, Нил Ландау, Лев Мурзенко и Александър Ким. Премиерата на филма се състои в Русия на 24 март 2022 г.

## Актьорски състав
- Михаил Хрусталёв – Финик
- Вероника Голубева	– Кристин
- Ида Галич – майката на Кристин
- Борис Дергачев – бащата на Кристин
- Андрей Левин – Джей Би
- Даня Милохин – Тикфин / Хамсетрфин / Мотяфин
- Александър Гудков – Мъфин
- Артур Бабич – Пънкфин / Флюфин
- Лёша Youungeer – Тимфин / Тупикфин
- Влад Левский – Панкфин / Финол
- Тен Юджин – Фрогфин / Багфин
- Тёма Waterfork – Грифин / Алфин
- Иван Чабан – Марк
- Михаил Черняк – репортер
- Максим Сергеев – режисьор / разказвач (не е вписан в надписите)
- Светлана Кузнецова – помощник-режисьорка
- Борис Хасанов – Грендфазерин
- Владимир Маслаков – Блекфин
- Сергей Мардарь – Догфин
- Валерий Соловьёв – детектив
- Владимир Постников – пощальон
- Игорь Яковел – злобен злодей

## Премиера
Премиерата на филма се състои в Русия на 24 март 2022 г. Първоначално трябваше да се разпространи от Sony Pictures Releasing, но по-късно спря бизнеса си в Русия. Тогава стана известно, че дистрибутор на филма е Централ Партнершип.

## В България
В България филмът излиза по кината на 20 януари 2023 г. от „Про Филмс“.